# Hilara gracilipes
Hilara gracilipes är en tvåvingeart som beskrevs av Karl Henrik Boheman 1852. Hilara gracilipes ingår i släktet Hilara och familjen dansflugor.
Artens utbredningsområde är Sverige. Inga underarter finns listade i Catalogue of Life.